# Lunar Prospector

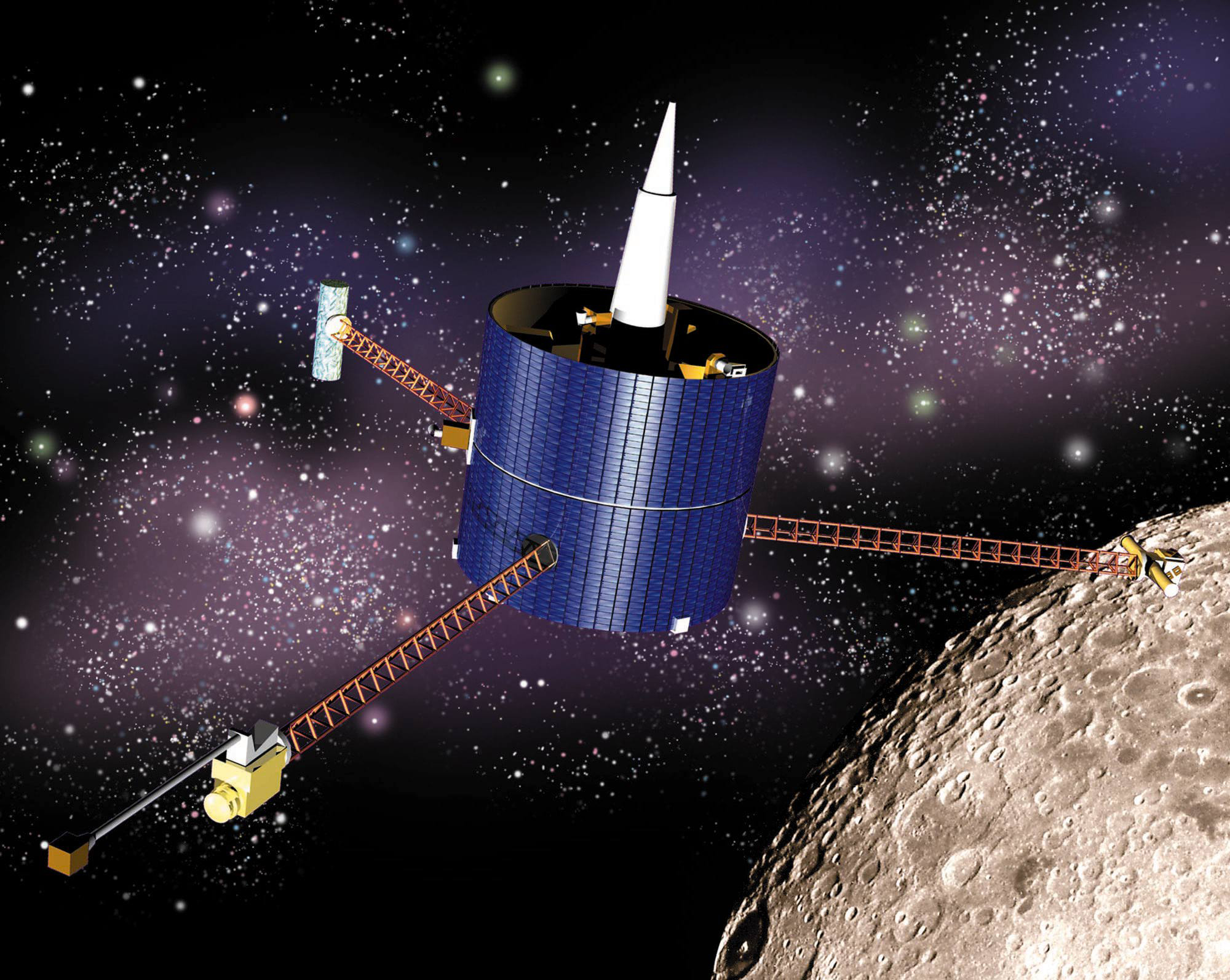

Lunar Prospector was een ruimtevaartproject van de NASA dat als doel had om vanuit een baan om de Maan onderzoek te doen naar het maanmilieu en te zoeken naar sporen van water.
De lancering was gepland op 24 september 1997, maar werd uitgesteld naar 7 januari 1998.

## Afbeeldingen

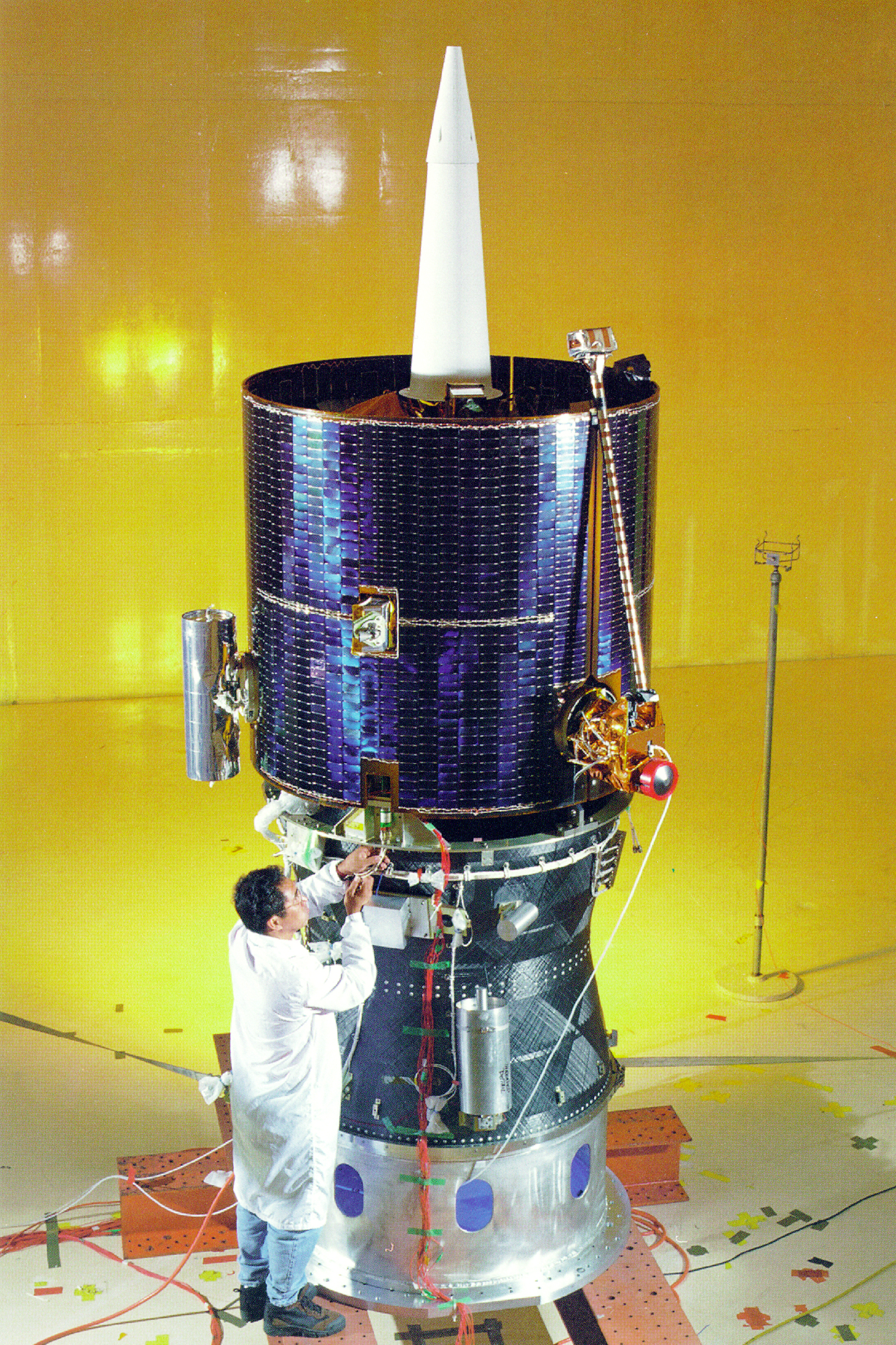
Voor lancering
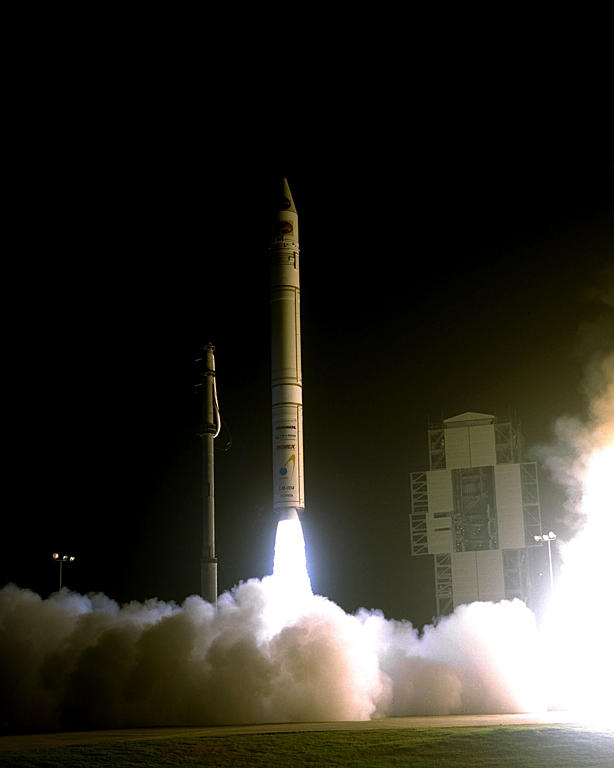
Lancering
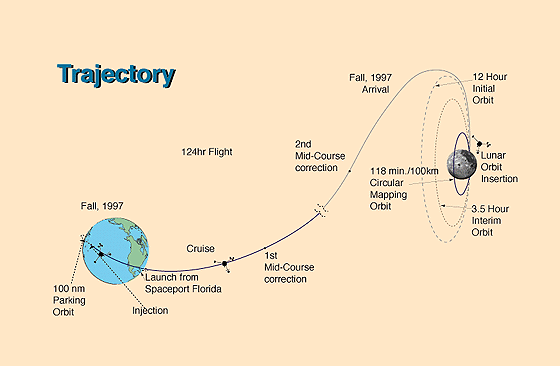
Schematisch traject
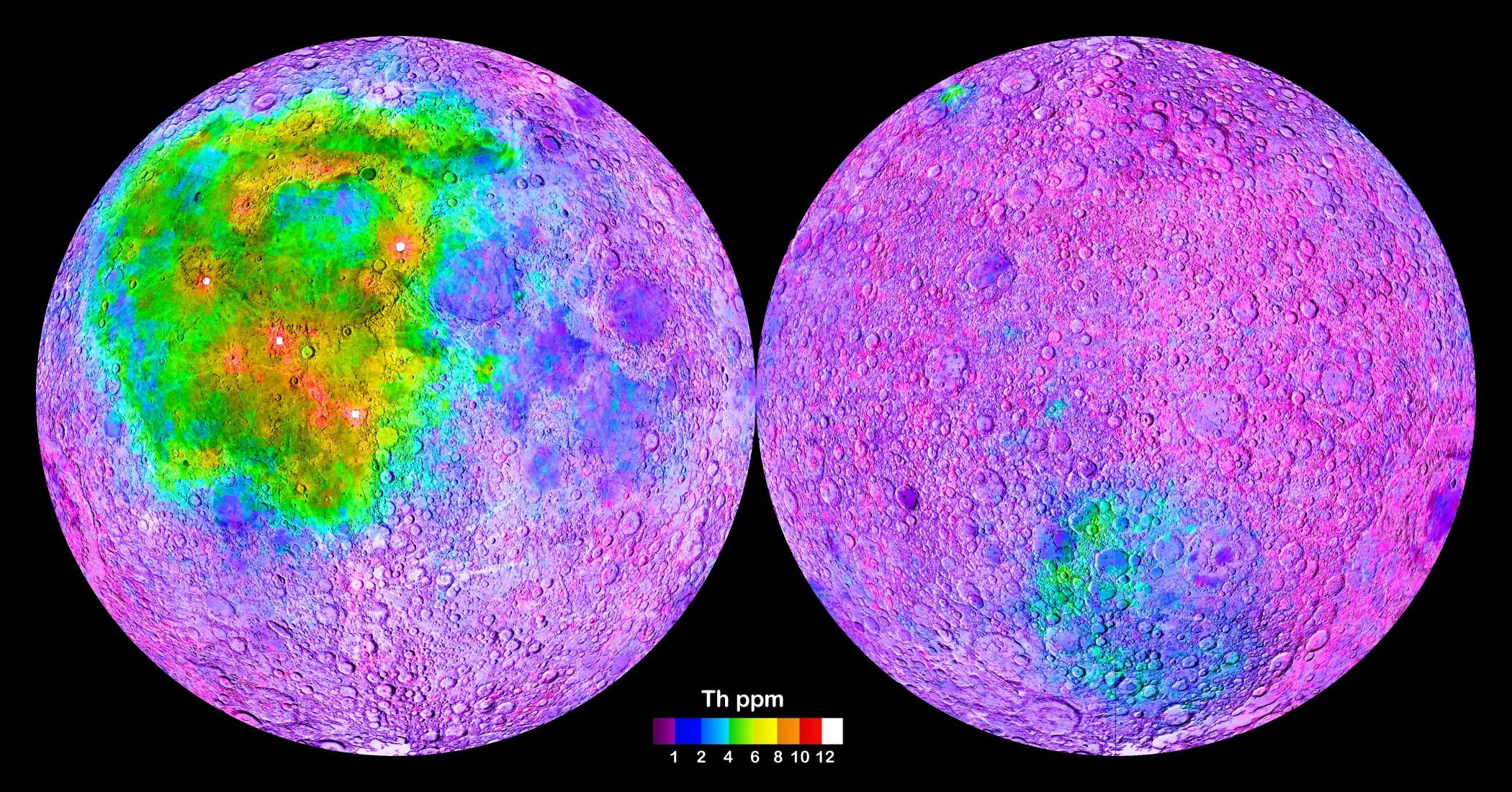
Meetresultaat Lunar Prospector